# Arithmomanie
L'arithmomanie est une névrose pouvant être classée dans la catégorie des obsessions idéatives.

## Description
Les sujets ont tendance à se poser d'incessants problèmes arithmétiques avant d'effectuer quoi que ce soit : il s'agit avant tout d'un rituel.
Une personne souffrant d'arithmomanie peut, par exemple, se sentir obligée de compter, alors que la situation ne l'exige pas vraiment, la quantité de nombres premiers dans 3600 secondes, ou encore le nombre de kilomètres carrés nécessaires au stockage de l'humanité tout entière, avec une densité de trois hommes par mètre carré. Le sujet ne se sent rassuré que lorsqu'il a passé un certain temps sur le problème avant d'en changer (la recherche de la solution n'est pas nécessairement son objectif).

## Exemples célèbres
Emile Zola souffrait d'arithmomanieEmile ZOLA comptait dans la rue les becs de gaz, les numéros de porte, les numéros de fiacre dont il additionnait tous les chiffres comme des unités. Les multiples de 3 puis de 7 étaient favorables. Mais 17 était défavorable. IL fut renversé par un fiacre dont l’addition des chiffres était 17.
Le célèbre mathématicien John Forbes Nash semblait[réf. nécessaire] présenter de tels troubles avant de sombrer dans la schizophrénie.
Dans la culture populaire les vampires souffrent d'arithmomanie. Ainsi répandre des semences de pavot, de mil ou du sable sur le sol au-dessus de la tombe d'un vampire est supposé le tenir occupé toute la nuit à compter les grains ! [réf. à confirmer]

## Thérapeutique
La thérapeutique est d'ordre médical et plus particulièrement psychiatrique. Les accès d'angoisse peuvent être traités ponctuellement par des anxiolytiques (benzodiazépines) mais certainement pas sur le long terme du fait d'effets secondaires indésirables et surtout d'un syndrome de sevrage.
Un traitement de fond peut être envisagé sous la forme d'une thérapie cognitivo-comportementale.